# 브래드 앤더슨

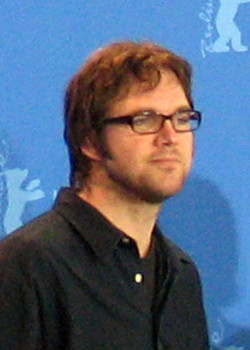
브래드 앤더슨

브래드 앤더슨(Brad Anderson, 1964년 ~ )은 미국의 영화 감독이다.

## 작품 목록
- 베이루트: 리미티드 아워 (연출)